# SKala-Initiative
Die gemeinnützige Skala-Initiative (Eigenschreibweise „SKala-Initiative“) war ein Projekt der deutschen Unternehmerin Susanne Klatten in Partnerschaft mit Phineo. Die Skala-Initiative förderte bundesweit 93 gemeinnützige Organisationen. Die zugesagten Mittel beliefen sich auf rund 90 Millionen Euro (Stand: Dezember 2022). Unterstützt wurden ausschließlich Organisationen, die nachweislich eine soziale Wirkung erzielen. Die Initiative wurde im April 2016 der Öffentlichkeit vorgestellt und endete im November 2022.
Susanne Klatten gab die Fördermittel; Phineo übernahm die Entwicklung, Durchführung und Qualitätssicherung der Initiative. Dafür erhielten die Berater 3 % der Fördersumme.
Drei Viertel der Gesamtfördersumme wurden über eine öffentliche Ausschreibung Anfang 2017 vergeben, an der sich etwa 2000 Projekte und Organisationen beteiligten.

## Ziele
Die Initiative förderte gesellschaftliches Engagement in Deutschland. Sie finanziert u. a. die Projektarbeit gemeinnütziger Organisationen, beispielsweise von Vereinen, Stiftungen und gemeinnützigen GmbHs. Im Bedarfsfall erhielten Organisationen auch eine strukturelle Förderung, etwa um organisationseigene Infrastruktur aufzubauen oder zu erhalten (Räumlichkeiten, Einrichtung etc.) oder Personal einzustellen oder weiterzubilden.

## Förderung
Die Initiative förderte ausschließlich Organisationen, deren Arbeitsschwerpunkt in mindestens einem der folgenden Förderbereiche lag:
- „Inklusion und Teilhabe“,
- „Kompetenz- und Engagementförderung“,
- „Vergessene Krisen“ (im weiteren Sinne von Katastrophenhilfe) sowie
- „Brücke zwischen den Generationen“, der Themen wie den demografischen Wandel, alternde Gesellschaft etc. umfasst.

Darüber hinaus förderte Skala nur Organisationen, die in Deutschland als gemeinnützig anerkannt sind, d. h. die über einen gültigen Freistellungsbescheid des Finanzamts verfügten, die eine wirkungsorientierte Arbeitsweise, eine nachhaltige Finanzierungsstrategie, die Einhaltung der Standards der Initiative Transparente Zivilgesellschaft sowie eine Berichterstattung nach der Logik des Social Reporting Standard nachweisen konnten.

## Geförderte Organisationen
SKala förderte 93 gemeinnützige Projekte und Organisationen, u. a.:
- AFS Interkulturelle Begegnungen
- Aktion gegen den Hunger
- Aktion Zivilcourage e.V.
- Anne Frank Zentrum
- Ärzte der Welt
- ArbeiterKind.de
- Arche noVa
- CARE Deutschland
- Ceno – die Paten e.V.
- Deutsche Alzheimer Gesellschaft
- Deutsche Welthungerhilfe e.V.
- Deutscher Blinden- und Sehbehindertenverband
- Deutsches Medikamenten-Hilfswerk action medeor e.V.
- Deutsches Rotes Kreuz
- Education Y
- ESTAruppin e.V.
- gut.org gAG
- Handicap International
- Ich will da rauf e.V.
- In der Gemeinde leben gGmbH
- Irrsinnig Menschlich
- Junge Frauen und Beruf e.V.
- Liebelle – Beratungsstelle zu Sexualität und geistiger Behinderung
- Morus 14 e.V.
- Neues Bündnis gegen Depression e.V.
- NETZ Bangladesch
- Off Road Kids
- Open Knowledge Foundation Deutschland
- Oxfam Deutschland e.V.
- Stiftung Bürgermut
- Perspektiva gGmbH
- Refugio Bremen
- Rheinflanke gGmbH
- Sozialhelden
- Step Stiftung
- Straßenkinder e.V.
- World Vision Deutschland
- Zusammenleben Willkommen, Projekt des Mensch Mensch Mensch e.V.

## Resultate und Wirkungen
Die Ergebnisse lassen darauf schließen, dass die SKala-Initiative einen hohen Wirkungsgrad erzielt hat (Stand: Januar 2023). 80 Prozent der Förderprojekte wurden als erfolgreich eingestuft; 17 Prozent wiesen immerhin Teilerfolge auf, und nur 3 Prozent erreichten die avisierten Ziele nicht. 82 Prozent der geförderten Organisationen bestätigten bei einer anonymen Befragung, dass die SKala-Förderung zu einer langfristigen und nachhaltigen Stärkung ihrer Organisation beigetragen habe; sie seien nach der Förderung deutlich professioneller aufgestellt als zuvor. 94 Prozent der Organisationen stimmten der Aussage zu, dass sie durch die SKala-Förderung als Organisation mehr Schlagkraft entwickeln konnten. 70 Prozent sind der Meinung, dass die SKala-Initiative dazu beigetragen habe, das Thema Wirkungsorientierung stärker in der Zivilgesellschaft zu verbreiten.

## Weiterführende Erkenntnisse
Im Zuge der jahrelangen Förderungen ergaben sich weitere Learnings, die für Förderinitiativen ähnlicher Art hilfreich sein könnten:
- Es bedarf einer Mischung aus Projekt- und Strukturförderung, um gemeinnützige Organisationen langfristig zu stärken. Neben Projektmitteln benötigt es auch Ressourcen für Overhead, Infrastruktur, Weiterbildungen etc.
- Damit Organisationen gut arbeiten können, benötigen sie hinreichend Vertrauen. Eine unentwegte Kontrolle oder überbordende Berichtspflichten können sich kontraproduktiv auswirken.
- Förderungen sollten sich stets an den individuellen Bedarfen einer Organisation orientieren. Die Bedarfsabfrage sollte sich dabei über die gesamte Förderphase erstrecken und nicht nur auf die Förderplanerstellung.
- Die Förderung einer heterogenen Auswahl von Projekten und Organisationen mithilfe standardisierter Prozesse stößt schnell an ihre Grenzen. Eine Unterteilung der Förderprojekte in verschiedene Gruppen – nach Größe oder Komplexität etc. – sowie entsprechend angepasste Prozesse sparen Ressourcen und Nerven.
- Für die langfristige Stabilität einer Organisationen bzw. eines Förderprojekts ist es wichtig, dass Förderpläne von Anfang an die Anschlussfinanzierung berücksichtigen.

## SKala-Campus
Aus der SKala-Initiative ging der SKala-Campus hervor, eine Lern- und Austauschplattform für sozial engagierte Menschen aus Wirtschaft und Zivilgesellschaft. Der Skala-Campus bietet Non-Profit-Organisationen und gesellschaftlich engagierten Menschen Unterstützung, insbesondere zu den Themen finanzielle Stabilität, Wirkungsorientierung und Organisationsentwicklung.

## SKala-Zukunftsfonds
Um auf die Auswirkungen der Corona-Krise zu reagieren, entschied Susanne Klatten im März 2020, im Rahmen der SKala-Initiative den "SKala-Zukunftsfonds" aufzusetzen. Über den Zukunftsfonds konnten von SKala geförderte Organisationen kurzfristig und unbürokratisch Mittel beantragen, um u. a. in digitale Infrastruktur zu investieren. Die Gesamtfördersumme belief sich auf 2,4 Mio. Euro.

## Rezeption
„Mir geht es nicht nur darum, Geld zu spenden“, zitiert die WELT Susanne Klatten, „Viel wichtiger: Ich möchte meine Mittel so wirkungsvoll wie möglich einsetzen.“ Die WELT-Journalistin Inga Michler schlussfolgert, Klattens innovativer Spendenansatz „könnte eine gesamte Branche verändern“. Demgegenüber gibt Simon Poelchau im Neuen Deutschland zu Bedenken: „Der Reichtum des Spenders wird zu einem Machtfaktor. Er kann entscheiden, wohin seine Ressourcen fließen oder auch nicht.“ Die ZEIT wiederum erkennt im „wirkungsorientierten Ansatz des Spendens“ eine „Revolution des Gebens. Betrieben wird sie von Milliardären, die keine Mäzene mehr sein wollen, sondern Titanen des Guten. Die dem Staat nicht zutrauen, die Welt zu retten.“ Die folgende Debatte innerhalb des gemeinnützigen Sektors habe allerdings gezeigt, konstatiert Felix Oldenburg vom Bundesverband Deutscher Stiftungen, „dass das Thema Kooperation bzw. Outsourcing von Dienstleistungen im Stiftungswesen stellenweise noch Unverständnis hervorruft“.